# Matthias Schultheiss

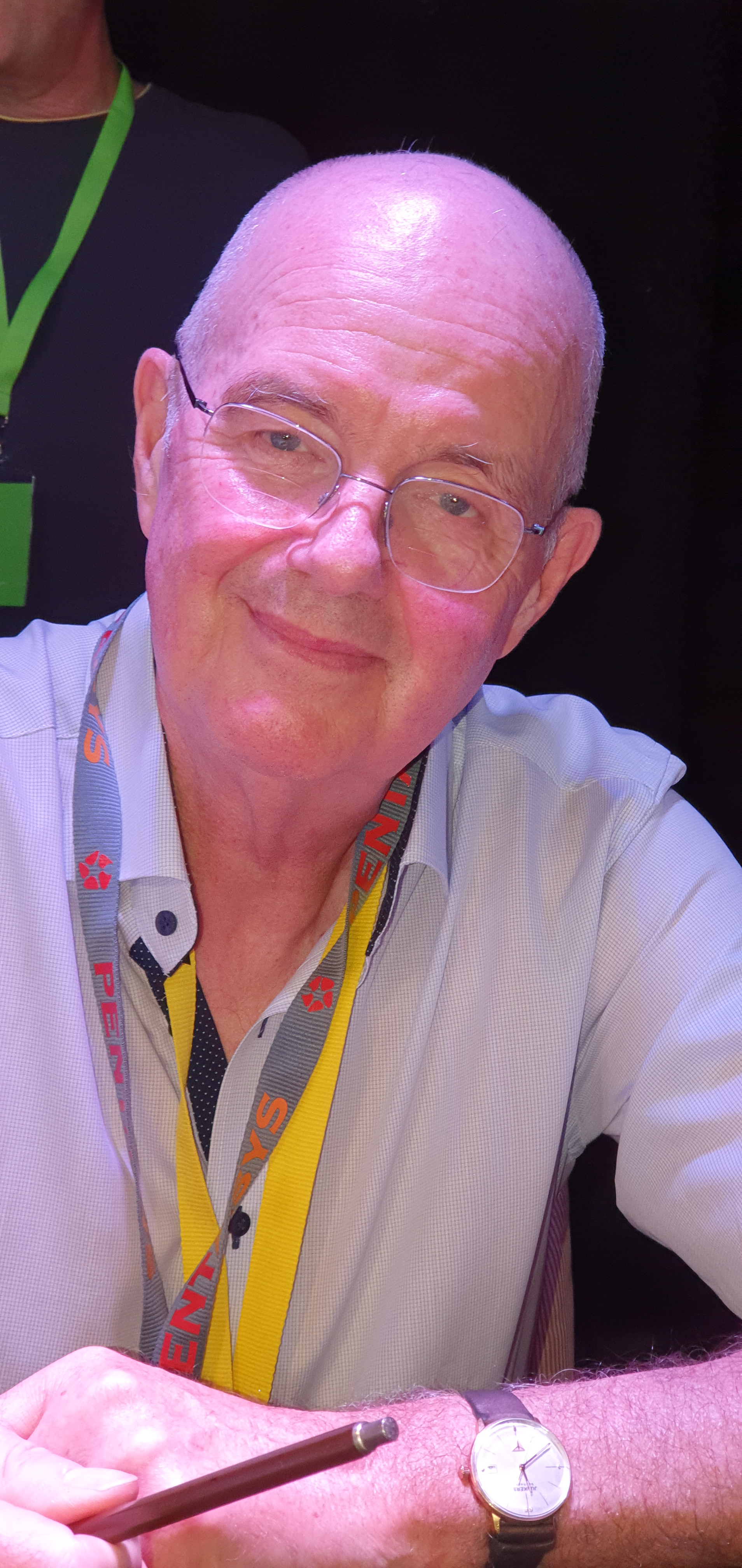
Comicfestival München 2019 Matthias Schultheiss

Matthias Schultheiss (* 27. Juli 1946 in Nürnberg) ist ein deutscher Comiczeichner und -Autor, dessen Werk insbesondere in Frankreich einem breiten Publikum bekannt ist. Von ihm stammen die mehrbändigen Reihen Die Haie von Lagos und Die Wahrheit über Shelby sowie Night Taxi.

## Leben und Wirken
Matthias Schultheiss studierte nach einer Lehre zum Möbelschreiner Illustration an der Hochschule für bildende Künste Hamburg und arbeitete anschließend als freier Illustrator. Mit dem Historiker Friedemann Bedürftig arbeitete er ab 1977 an einer Hitler-Biografie im Comic-Format, die jedoch wegen verlagsinterner Bedenken und Kritik bis hin zu „Morddrohungen“ fallen gelassen wurde. Sein erster vollendeter Comic, die Graphic Novel Trucker wurde 1981 in einer Ausgabe der Comic-Reader von Becker & Knigge veröffentlicht und anschließend ins Dänische übersetzt. Nachdem er mehrere Kurzgeschichten von Charles Bukowski in Comics umgesetzt hatte, lernte er Albin Michel kennen, der Interesse an Schultheiss’ Arbeit zeigte und einige seiner Werke als Fortsetzungen in seinem französischen Comicmagazin L’Écho des Savanes veröffentlichte. Hier erschien ab 1985 sein international beachteter Dreiteiler Die Wahrheit über Shelby (auf frz. als Le théorème de Bell bei Albin Michel erschienen, in Kanada bei Castellan Communications als Bell's Theorem, beides der jeweilige Name der für die Handlung wichtigen quantentheoretischen Bellschen Ungleichung). Auch weitere Werke, so der Dreiteiler Die Haie von Lagos, erschienen zunächst bei französischen Verlagen und wurden erst anschließend in Deutschland und anderen europäischen Ländern, teilweise auch in Amerika veröffentlicht.
Schultheiss versuchte, sich 1993 auf dem amerikanischen Markt mit der achtteiligen Serie Propellerman bei Dark Horse Comics zu etablieren. Die Serie wurde vom amerikanischen Lesern nicht angenommen, sie galt als zu lyrisch. Eine weitere internationale Zusammenarbeit folgte, als der japanische Verlag Kodansha Anfang der 1990er Jahre in Europa nach Comiczeichnern suchte, die Comics im Manga-Stil vorwiegend für den japanischen Markt zeichnen sollten. Neben Baru zählte auch Matthias Schultheiss zu den ausgewählten Zeichnern und entwickelte ab 1994 Im Zentrum des Wahnsinns. 1996 waren 400 Seiten fertiggestellt. Plötzlich wurden alle noch laufenden Verträge und Projekte mit Europäischen Zeichnern ohne Angabe von Gründen beendet und das auf 700 Seiten geplante Epos nicht mehr fertiggestellt.
Auf der Website des Comic-Versandhandels Hummelcomic konnten im Mai 2001 täglich einzelne Seiten des Werks abgerufen werden, das bislang nicht gedruckt wurde. In der Folge zog sich Matthias Schultheiss aus der Comicszene zurück und arbeitete seitdem überwiegend als Drehbuchautor für Fernsehserien.
2008 und 2009 bereitete er mit zwei Veröffentlichungen sein Comeback vor. Bei Kodansha erschienen zwei über 40-seitige Novellen, Die Frau auf dem Fluss und Daddy.
2010 war er wieder da. Unter Vertrag bei Glénat veröffentlichte er sein neues 280-seitiges Buch Die Reise mit Bill. In Deutschland wurde es in Lizenz vom Splitter Verlag herausgegeben und auf dem Comicsalon in Erlangen vorgestellt.
Schultheiss’ 1985 erschienenes Comic-Album Kalter Krieg wurde von der Bundesprüfstelle für jugendgefährdende Schriften in die Liste der jugendgefährdenden Schriften aufgenommen. Die Begründung war nicht der Vorwurf von Gewalt und sexuellen Darstellungen, sondern das Argument, der Autor würde durch seine Schilderung und Darstellung bestimmter Ereignisse der Jugend keine Hoffnung machen.

## Auszeichnungen
Er erhielt 1986 den Max-und-Moritz-Preis als bester deutschsprachiger Comic-Künstler. In Italien wurde ihm 1990 der Comicpreis Yellow Kid verliehen. 2005 erhielt er eine Auszeichnung des Art Directors Club für Deutschland (ADC) in der Kategorie „Firmendarstellungen und Jahresberichte“.
Im Juni 2019 erhielt er den Peng! Preis des Comicfestivals München in der Kategorie „Preis für das Lebenswerk“.

## Werke (Auswahl)
- Trucker, erschien in Comic-Reader, Edition Becker und Knigge (1981)
- Charles Bukowski: Der lange Job, Heyne (1984)
- Charles Bukowski: Kaputt in der City, Heyne (1984)
- Kalter Krieg, Melzer (1985)
- Die Wahrheit über Shelby

1. Lebenslänglich, Carlsen (1986)
2. Die Verbindung, Carlsen (1987)
3. Der Kontakt, Carlsen (1988)

- Blutsbrüder, Carlsen (1992)
- Die Haie von Lagos

1. Schwarze Seelen, Carlsen (1987)
2. Lamberts Beute, Carlsen (1988)
3. Die Spur, Carlsen (1990)
4. Die Geister des Meeres, Splitter (2014)
5. Dirty Business, Splitter (2015)
6. Jackpot, Splitter (2020)

- Stromer, (1988)
- Night Taxi, Carlsen (1990) – auch als limitierte Ausgabe (1.000 Expl.) mit Schallplatte in Box
- Talk Dirty (1991)
- Propellerman (1993)
- Die Pfütze, Lappan (2002) (mit Detlev Wahl)
- Frau auf dem Fluss, Kodansha (2008)
- Daddy, Kodansha (2009), Glenat/Splitter (2011)
- Reise mit Bill, Glenat/Splitter (2010)
- Woman on the River, Glenat (2012)